# Gojaus skroblynai
Gojaus skroblynai este o arie protejată (arie specială de conservare — SAC, sit de importanță comunitară — SCI) din Lituania întinsă pe o suprafață de 12 ha, integral pe uscat.

## Localizare
Centrul sitului Gojaus skroblynai este situat la coordonatele 55°36′51″N 22°22′27″E / 55.6142°N 22.3742°E.

## Înființare
Situl Gojaus skroblynai a fost declarat sit de importanță comunitară în mai 2005 pentru a proteja un număr necunoscut de specii din flora spontană și fauna sălbatică aflate în arealul zonei. Situl a fost protejat și ca arie specială de conservare în decembrie 2018.

## Biodiversitate
Situată în ecoregiunea boreală, aria protejată conține 1 habitat natural: Păduri de stejar sau de stejar și carpen sub-atlantice și medio-europene de Carpinion betuli.
La baza desemnării sitului se află un număr nedeclarat de specii protejate.